# Columbia Pictures
Columbia Pictures Industries, Inc. (comúnmente conocido como Columbia Pictures o, simplemente, Columbia) es un estudio de cine estadounidense y una compañía de Sony Pictures Motion Picture Group, una división de Sony Pictures de Sony Entertainment, que a su vez es subsidiaria del conglomerado multinacional japonés Sony Corporation.
Fue fundado como CBC Film Sales Corporation el 19 de junio de 1918 por Harry Cohn, su hermano Jack Cohn y Joe Brandt. Adoptó el nombre de Columbia Pictures en 1924 y lo publicó dos años más tarde. En sus primeros años, fue una empresa de poca importancia en Hollywood, pero comenzó a tener más relevancia a finales de la década de 1920, con la ayuda de los éxitos del director Frank Capra. Con Capra y otros, Columbia se convirtió en una de las compañías principales de la comedia de enredo. En la década de 1930, las estrellas principales contratadas por Columbia fueron Jean Arthur y Cary Grant. En la década de 1940, Rita Hayworth se convirtió en la principal estrella del estudio e hizo aumentar su fortuna hacia fines de la década de 1950. También fueron grandes estrellas de este estudio Rosalind Russell, Glenn Ford y William Holden. Entre la década de 1910 y la de 1960, conocida como Era Dorada de Hollywood, fue uno de los "Tres Pequeños", junto con Universal y United Artists, aunque estaba entre los ocho principales.
Actualmente está entre los "Cinco Grandes", junto con Universal, Paramount, Warner Bros. y Disney, que son los principales estudios de Estados Unidos. Es el cuarto estudio de cine más importante del mundo.[cita requerida]

## Historia

### Comienzos como CBC
Articulo principal:Cohn-Brandt-Cohn (CBC) Film Sales Corporation
El estudio fue fundado el 19 de junio de 1918 como Cohn-Brandt-Cohn (CBC) Film Sales por Jack y Harry Cohn y el mejor amigo de Jack, Joe Brandt. Estrenó su primera película en agosto de 1922. Brandt era el presidente de CBC Film Sales y manejaba las ventas, la mercadotecnia y la distribución desde Nueva York junto con Jack Cohn, mientras Harry Cohn se encargaba de la producción en Hollywood. Las primeras producciones del estudio fueron cortometrajes de bajo presupuesto con documentales breves, el dúo de vodevil de Edward Flanagan y Neely Edwards llamado Hall Room Boys y Billy West, imitador de Chaplin. En sus comienzos, CBC alquiló el estudio Poverty Row (lugar donde se inicia el Paseo de la Fama de Hollywood que recorre el Hollywood Boulevard de este a oeste en Los Ángeles), en la calle Gower, un lugar de Hollywood conocido entonces por sus bajos precios. En la élite de Hollywood, por su reputación de estudio de cortometrajes algunos hicieron la broma de que CBC significaba "Corned Beef and Cabbage" ("Carne de Maíz y Col"). Brandt se cansó de tratar con los hermanos Cohn y en 1932 vendió su tercera parte del negocio por 500 000 $ a Harry Cohn, que pasó a ser el presidente de la empresa.

### Reorganización y nuevo nombre
Para mejorar la imagen de la compañía, los hermanos Cohn la llamaron Columbia Pictures Corporation el 10 de enero de 1924. El presidente Harry Cohn, además de tener dos terceras partes de la empresa, siguió siendo el encargado de producción, y dirigió la empresa durante 34 años, pasando a ser una de las personas que ha estado más tiempo al cargo de un estudio (Jack Warner, de Warner Bros., fue encargado de producción más tiempo, pero no fue director general de la compañía hasta 1956). Aunque era una industria plagada de nepotismo, Columbia destacó por tener a muchos familiares de Harry y Jack como directivos. El humorista Robert Benchley lo llamó el "Estudio de los Pinares porque hay muchos Cohns" [cones significa "piñas" en inglés].
Al principio, Columbia producía sobre todo cortometrajes de presupuesto moderado, entre los que se encontraban comedias, películas de deportes, varias series y dibujos animados. Con el tiempo, fue produciendo películas de mayor presupuesto y, finalmente, pasó a estar en un segundo nivel, junto con los estudios United Artists y Universal. Al igual que United Artists y Universal, Columbia era una compañía que controlaba la producción y la distribución y que no era propietaria de ningún cine.

### Frank Capra y el éxito inicial (1927-1940)
En 1927 Harry Cohn contrató a Frank Capra, un director desconocido, graduado en el Instituto de Tecnología de California, que había realizado un par de películas de Harry Langdon. Fran Capra fue convenciendo a Harry para implicarse en producciones de más calidad y más presupuesto. Una serie de éxitos dirigidos por él en la década de 1930 hicieron que, en 1939, Columbia fuese uno de los ocho estudios de cine más importantes y Frank Capra uno de los directores más célebres de Estados Unidos.
El mayor éxito hasta el momento de la Columbia llegó en 1934 con Sucedió una noche (It Happened One Night). La película ganó muchos premios, entre ellos 5 Oscars: a la mejor película, al mejor director (Frank Capra), al mejor actor (Clark Gable), a la mejor actriz (Claudette Colbert), al mejor guion adaptado (Robert Riskin). También ganó el premio a mejor película en los National Board of Review Awards y la Copa Mussolini al mejor director (lo que ahora se llama simplemente premio especial al director) del Festival Internacional de Cine de Venecia para Frank Capra. También fueron éxitos de este director Dama por un día (Lady for a Day) (1933), Estrictamente confidencial (Broadway Bill) (1934), Horizontes perdidos (Lost Horizon) (1937), Vive como quieras (You Can't Take It With You) (1938) y Caballero sin espada (Mr. Smith Goes To Washington) (1939), que convirtió a James Stewart en una de las principales estrellas de cine.
En 1933, Columbia contrató a Robert Kalloch para que fuese encargado de vestuario. Fue el primer diseñador de vestuario contratado por la compañía y estableció el departamento de vestuario del estudio. El contratar a Kalloch, además, ayudó a que las principales actrices pensasen que trabajar en Columbia Pictures iba a favorecer sus carreras.
En 1932 el abogado Benjamin B. Kahane pasó a trabajar en la administración de Columbia. En 1936 fue nombrado vicepresidente. Se produjo Those High Grey Walls (1939) de Charles Vidor. También se produjo La dama en cuestión (The Lady in Question) (1940), que fue la primera película en la actuaron conjuntamente Rita Hayworth y Glenn Ford. En 1959 Kahane tuvo también el cargo de presidente de la Academia de Artes y Ciencias Cinematográficas, aunque falleció al año siguiente.
En la década de 1930 también firmaron contratos con la productora Evelyn Keyes, Larry Parks y Lucille Ball.
Columbia no podía permitirse mantener una enorme lista de estrellas contratadas, por lo que Cohn usualmente las tomaba prestadas de otros estudios. En Metro-Goldwyn-Mayer, el estudio más prestigioso de la industria, Columbia fue apodada "Siberia", ya que Louis B. Mayer usaría el préstamo a Columbia como una forma de castigar a sus fichajes menos obedientes. En la década de 1930, Columbia firmó con la actriz Jean Arthur un contrato a largo plazo. Después de El enemigo público nº 1 (The Whole Town's Talking) (1935), Arthur se convirtió en una de las principales estrellas de la comedia. La carrera de Ann Sothern comenzó cuando Columbia firmó un contrato con ella en 1936. Cary Grant firmó un contrato con RKO en 1935 que finalizó en 1936. En 1937 firmó un contrato con Columbia y, posteriormente, acordó seguir trabajando también con RKO. Cary Grant estuvo trabajando con Columbia hasta 1944 y con RKO hasta 1948. Posteriormente, trabajó ocasionalmente para MGM, Warner y Grand National.
Muchos cines confiaban en las películas del oeste para atraer grandes audiencias los fines de semana y Columbia siempre reconoció este mercado. Su primera estrella de películas del oeste fue Buck Jones, que firmó un contrato con Columbia en 1930, por una parte de lo que antes había estado cobrando en un gran estudio. Las siguientes dos décadas Columbia produjo decenas de películas del oeste con Buck Jones, Tim McCoy, Ken Maynard, Jack Luden, Robert Tex Allen, Russell Hayden, Tex Ritter, Ken Curtis y Gene Autry. El vaquero más famoso de Columbia era Charles Starrett, que firmó con Columbia en 1935 y participó en 131 películas del oeste hasta 1952.
Harry Cohn hizo que el estudio contratase al grupo humorístico Los Tres Chiflados en 1934. Fueron despedidos por la MGM, que mantuvo a Ted Healy, que interpretaba a con ellos a un hombre serio. Los Tres Chiflados hicieron 190 cortometrajes para Columbia entre 1934 y 1959. El departamento de cortometrajes de Columbia empleó a famosos comediantes, incluyendo Buster Keaton, Charley Chase, Harry Langdon, Andy Clyde y Hugh Herbert.
Casi 400 de las 529 comedias de dos carretes de Columbia fueron emitidas en televisión entre 1958 y 1961. Posteriormente, todos los vídeos de Los Tres Chiflados, Keaton, Charley Chase, Shemp Howard, Joe Besser y Joe DeRita se lanzaron para vídeo doméstico.

### Screen Gems

#### Producción de series de animación (1933-1946)
Desde aproximadamente 1925 Columbia distribuyó dibujos animados producidos por Charles Mintz. Entre 1929 y 1931 Columbia distribuyó los famosos dibujos animados de Mickey Mouse, de Walt Disney. Entre 1931 y 1941 Columbia distribuyó los dibujos animados de Scrappy.
En 1933, el estudio estableció su propio departamento de animación con el nombre de Screen Gems. El nombre proviene de un antiguo lema de Columia: "Gemas de la pantalla", que a su vez fue tomado de la canción "Columbia, the Gem of the Ocean". Este departamento fue dirigido por Charles Mintz entre 1934 y 1939.
En Screen Gems, Columbia continuó con los dibujos de Scrappy hasta 1941. En 1940 Screen Gems produjo un dibujo animado de Krazy Kat. En 1944 produjo cinco capítulos de dibujos animados de Li'l Abner.
En 1948, Columbia llegó a un acuerdo con United Productions of America para distribuir sus cortos de dibujos animados. Entre estos dibujos estaba El zorro y el cuervo. En 1949 la UPA empezó a producir Mr. Magoo y en 1950 Gerald McBoing-Boing, que fueron dos grandes éxitos. La UPA también produjo en esta época Magic Flute (1949), Man Alive! (1952) y The Tell Tale Heart (1953). En 1956 cambiaron su nombre a UPA Pictures Inc. En 1959 finalizó el contrato de distribución con Columbia, pero la UPA siguió produciendo dibujos animados para televisión en la década de 1960.

#### Producción de series (1948-1974)

Logotipo de Screen Gems entre 1965 y 1974.

En 1946 Columbia dejó de producir dibujos animados con Screen Gems. En 1947 Ralph Cohn, sobrino de Harry Cohn, fundó Pioneer Telefilms en Nueva York, una productora para televisión. El 8 de noviembre de 1948 Columbia adquirió Pioneer Telefilms, reorganizó la compañía, le cambió el nombre por el de Screen Gems y empezó a producir para televisión. El nuevo estudio fue inaugurado el 15 de abril de 1949. Produjo, entre otras series, las siguientes: Papá lo sabe todo (Father Knows Best) emitida en las cadenas CBS (1954–1955, 1958–1960) y NBC (1955–1958); The Donna Reed Show emitida en ABC entre 1958 y 1966; The Partridge Family, emitida en la ABC entre 1970 y 1974; Bewitched, emitida por la ABC entre 1964 y 1972; Mi bella genio (I Dream of Jeannie), emitida por la NBC entre 1966 y 1968; y The Monkees, emitida por la NBC entre 1966 y 1968.
El 1 de julio de 1956, el veterano del estudio Irving Briskin renunció como director de escena de Columbia Pictures y formó su propia productora, Briskin Productions, Inc. para lanzar series a través de Screen Gems y supervisar todas sus producciones. En 1951 Jerome Hyams fundó Hygo Television Films, que en 1955 adquirió United Television Films, fundada por Archie Mayers. El 10 de diciembre de 1956, Screen Gems adquirió Hygo Television Films (también conocida como Serials Inc.) y su compañía asociada, United Television Films, Inc..
En 1957, después de que hubiera finalizado el contrato de Columbia para distribuir dibujos animados de UPA, Screen Gems comenzó a distribuir los dibujos animados de Hanna-Barbera Productions, entre los que estaban: Los Picapiedra (The Flintstones), Ruff and Reddy, The Huckleberry Hound Show, Oso Yogui (Yogi Bear), Jonny Quest y The Jetsons. Screen Gems distribuyó estos dibujos animados hasta 1966, cuando Hanna Barbera Productions fue vendida a Taft Broadcasting. Estos dibujos animados fueron pioneros en la conocida como animación limitada.
A principios de la década de 1960 Screen Gems a producir también discos de música. En 1966 Screem Gems y RCA Victor crearon una unión de empresas llamada Colgems, que existió hasta 1971.
En 1963 Screen Gems adquirió la emisora de radio Salt Lake City Broadcasting, del Estado de Utah. Posteriormente, esta se fusionó con la empresa subsidiaria de Columbia KCPX-AM-FM-TV, para crear Columbia Pictures Electronics Co., que tenía una emisora llamada Screen Gems Broadcasting of Utah, Inc..
En 1968, se creó Columbia Pictures Industries, Inc., con Screen Gems como subsidiaria.
El 6 de mayo de 1974, Screen Gems cambió su nombre por el de Columbia Pictures Television.

#### Cadena de televisión (1999-2002)
En 1982 Coca-Cola compró la productora Columbia, que conservó el nombre y la subsidiaria Columbia Pictures Television. Time Inc., HBO y CBS crearon una unión de empresas con el nombre de Nova Pictures, que posteriormente cambió su nombre por Tri-Star Pictures. A mediados de la década de 1980, Coca-Cola reorganizó sus empresas de televisión para crear Coca-Cola Televisión. Fusionó entonces Columbia Pictures Television con Emmbassy Communications, creándose Columbia/Embassy Television, En 1987 Coca-Cola vendió Columbia a Tri-Star Pictures, Inc.. Columbia Pictures Industries, Inc. pasó a llamarse Columbia Pictures Entertainment, Inc.. En 1988 se creó Columbia Pictures Television. Columbia Pictures Entertainment, Inc. realizó una unión de empresas con Lexington Broadcast Services Company, con el nombre de Colex Enterprises, que distribuyó el almacén de producciones de Screen Gems hasta 1988.
En 1989, la empresa japonesa Sony compró Columbia Pictures Entertainment, que pasó a llamarse Sony Pictures Entertainment. En 1999 se creó la cadena de televisión Screen Gems Network, con programas antiguos, que dejó de emitir 2002.

#### Estudio de cine (1998-presente)
En 1998 el Columbia TriStar Motion Picture Group de Sony creó el estudio de cine Screen Gems. Screen Gems se dedica a producir y comercializar películas que no tienen un presupuesto tan elevado como las de Columbia Pictures, pero que tienen más medios que las producciones de cine independiente de Sony Pictures Classics.

### Década de 1940
La audiencia de las producciones de Columbia aumentó durante la II Guerra Mundial, entre 1939 y 1945. En la década de 1940 el estudio obtuvo grandes beneficios gracias a su mayor estrella, Rita Hayworth. También estuvieron las siguientes estrellas: Glenn Ford, Penny Singleton, William Holden, Judy Holliday, The Three Stooges, Ann Miller, Evelyn Keyes, Ann Doran, Adele Jergens, Larry Parks, Arthur Lake y Lucille Ball.
En 1943 empezaron a hacer películas en Technicolor.

### Década de 1950
En la década de 1950 el estudio también contó con Rita Hayworth, Glenn Ford y Lucille Ball. Además, tuvieron contratos con Columbia los siguientes actores famosos: Cleo Moore, Jack Lemmon, Kerwin Mathews, Kim Novak y Barbara Hale.
Columbia mejoró en esta década gracias a una serie de éxitos, entre los que se encontraban: De aquí a la eternidad (1953), protagonizada por Burt Lancaster, sobre el Ataque de Pearl Harbor, y que estaba basada en la novela de James Jones; On the Waterfront (1954), protagonizada por Marlon Brando; y El puente sobre el río Kwai (1957), con William Holden y Alec Guinness. Las tres ganaron el Óscar a Mejor Película.
Columbia también distribuyó películas británicas. Entre estas estuvieron: la película Mil novecientos ochenta y cuatro (1956), basada en la novela de George Orwell, películas de Hammer Film Productions, del productor Carl Foreman y de la productora Warwick Films Productions.
En 1958 Columbia creó su propio estudio de grabación, Colpix Records, dirigido inicialmente por Jonie Taps y luego por Paul Wexler y Lester Sill. Colpix existió hasta 1966. Screem Gems, subsidiaria de Columbia, y RCA Victor crearon una unión de empresas llamada Colgems, que existió hasta 1971. Tras esto, Columbia cambió el nombre a la discográfica a Colgems Music Corporation, que fue adquirida por EMI en 1976 y pasó a ser subsidiaria de esta con el nombre Colgems-EMI Music Inc..
En 1958 falleció el presidente de la compañía, Harry Cohn, y en 1959 su sobrino, encargado de Screen Gems, Ralph Cohn. La compañía pasó a estar dirigida por Abe Schneider. Se había unido a Columbia como personal de oficina cuando salió del instituto, se hizo director de cine en 1929 y luego pasó a encargarse de negocios financieros.

### Década de 1960
En la década de 1960 Columbia fue distribuidora de las películas británicas de estilo clásico A Man for All Seasons (1966), sobre san Tomás Moro, ganadora del Óscar a Mejor Película, y Oliver (1968), basada en la novela Oliver Twist de Charles Dickens.
También produjo la película de estilo moderno Easy Rider (1969), película de carretera de motoristas.
En 1961 rechazó participar en la producción de la primera película de James Bond, de los productores Albert R. Broccoli y Harry Saltzman, que luego fundaron Eon Productions. Columbia produjo las películas de Matt Helm. Columbia también produjo una parodia de James Bond llamada Casino Royale (1967). Para ello contaron también con el productor Charles K. Feldman, que había adquirido los derechos de adaptación de la novela Casino Royale en 1960. Esta película tuvo un presupuesto de 12 millones de dólares, cuando Dr. No (1962) tuvo un presupuesto de 1 millón y Solo se vive dos veces (1967) de 6 millones.
En 1962 Columbia fue distribuidora de Lawrence de Arabia, sobre Thomas Edward Lawrence. La película ganó 7 Oscars, incluidos el de Mejor Película y el de Mejor Director.
En 1966 el estudio tuvo fracasos en taquilla y Columbia solamente tuvo beneficios de Screen Gems. En 1967 Leo Jaffe pasó a ser presidente. En 1968 Columbia Pictures Industries, Inc., que albergaba Columbia Pictures, con Screen Gems como subsidiaria.
En 1969, Columbia Picture Industries compró Bell Records por 3,5 millones de dólares, manteniendo a Larry Uttal como presidente de esta productora.

### Década de 1970
A comienzos de los años 70 las pérdidas económicas de la empresa provocaron que estuviese cerca de arruinarse. En 1971 prescindió de 300 personas.
En 1972 vendió el edificio de los estudios de la calle Sunset Gower de Los Ángeles para trasladarse a Burbank, California, donde fundó con Warner Bros. una unión de empresas llamada Burbank Studios. Este traslado les permitió ahorrar un 20% en costes de producción.
En 1973, el banco Allen & Company compró acciones de Columbia Pictures Industries y pasó a controlar la misma. Nombró un nuevo equipo directivo, con Alan Hirschfield, antiguo empleado de Allen & Company, como presidente y director general de Columbia Pictures Industries. El encargado del nuevo equipo directivo fue Leo Jaffe. Ese año, David Begelman pasó a ser presidente del área llamada Columbia Pictures.
David Begelman se vio envuelto en un escándalo de malversación de 65,000 $, por lo que fue dejó Columbia Pictures en 1978 y fue reemplazado por Dan Melnik. Ese año, Hirschfield fue reemplazado en la presidencia de Columbia Picture Industries por Fay Vicent. En 1979 Dan Melnick fue reemplazado en la presidencia de Columbia Pictures por Frank Price. Durante la presidencia de Price, se produjeron 9 de las 10 películas más taquilleras de la historia de Columbia.
De 1971 a finales de 1987, Columbia la distribución internacional de películas se realizó con Warner Bros. y, en algunos países, esta unión de empresas también distribuyó películas de otras compañías, como EMI Films y Cannon Films del Reino Unido. En 1971, Columbia Pictures Industries creó Columbia Pictures Publications, de la cual Frank J. Hackinson fue vicepresidente y director general y posteriormente pasó a ser presidente.
En 1974 Columbia Pictures compró Rastar Pictures, que había sido fundada en 1966 por Ray Stark y que incluía Rastar Productions, Rastar Features y Rastar Television. Posteriormente, Ray Stark fundó Rastar Films, similar a Rastar Pictures, que fue adquirida por Columbia Pictures en 1980.
Clive Davis fue contratado como asesor de discos y música por Columbia Pictures en 1974 y, posteriormente, fue durante un tiempo presidente de Bell Records. Clive Davis logró mejorar la situación de la división de música. En 1974 creó Arista Records, con una inversión de 10 millones de Columbia Picture Industries con las empresas subsidiarias Colpix, Colgems y Bell. El propio Davis tenía un 20% de las acciones de esta empresa. En 1975 Columbia la vendió a Ariola Records. Además, Columbia vendió Screen Gems-Columbia Music, Inc. a EMI en 1976 por 50 millones de dólares.
Columbia produjo la película Close Encounters of the Third Kind (1977), de Steven Spielberg, que se considera una obra maestra de la ciencia ficción.
A finales de 1978, Kirk Kerkorian, un magnate de los casinos de Las Vegas que también controlaba Metro-Goldwyn-Mayer, adquirió un 5,5 % de las acciones de Columbia Pictures. El 20 de noviembre anunció que haría una oferta para adquirir otro 20% del estudio. El 14 de diciembre, se llegó a un acuerdo de suspensión con Columbia prometiendo no ir más allá del 25% ni buscar controlar la empresa durante, al menos, tres años.
El 15 de enero de 1979, el Departamento de Justicia llevó a cabo una operación antimonopolista contra Kerkorian para impedir que adquiriese aquellas acciones de Columbia mientras controlase MGM. El 19 de febrero de 1979, Columbia Pictures Television adquirió la productora Toy Productions, fundada por Bud Yorkin y los guionistas Saul Turteltaub y Bernie Orenstein en 1976. En mayo, Kerkorian adquirió 214.000 acciones de Columbia, alcanzando el 25%. El 2 de agosto comenzó el juicio antimonopolio del Departamento de Justicia. No obstante, el 14 de agosto, el tribunal dictó sentencia en favor de Kerkorian.

### Década de 1980
El 30 de septiembre de 1980 Kerkorian demandó a Columbia por ignorar el interés de los accionistas e incumplir el acuerdo que tenían con él. En 1981 Kerkorian le vendió su 25% de acciones a Columbia Picture Industries.
En 1981 Columbia compró el 81% de The Walter Reade Organization, que tenía 11 cines. Adquirió el 19% restante en 1985.
Steven Spielberg, después de hacer Close Encounters of the Third Kind (1977), se planteó la realización de la película de ciencia ficción Night Skies, con la producción de Columbia, que finalmente no se realizó. No obstante, con ese material se realizó la película Poltergeist (1982), dirigida por Tobe Hooper y producida por MGM, y E.T., el extraterrestre (1982), dirigida por Steven Spielberg y producida por Universal Pictures. Columbia recibió parte de los beneficios de E. T. por su participación en el desarrollo del proyecto.
El 17 de mayo de 1982 Columbia Pictures adquirió Spelling-Goldberg Productions por unos 40 millones de dólares. La situación económica de la productora mejoró gracias a éxitos de taquilla como Stir Crazy (1980), The Blue Lagoon (1980) y Stripes (1981). Fue comprada por The Coca-Cola Company el 22 de junio de 1982 por 750 millones de dólares, Columbia Pictures Industries, Inc. pasó a llamarse Columbia Pictures Entertainment, Inc..
En 1982 Columbia Pictures creó una unión de empresas con la compañía francesa Gaumont, Triumph Films, para la distribución de películas en Estados Unidos.
Durante la presidencia de Frank Price hubo grandes éxitos como Tootsie (1983), The Big Chill (1983), The Karate Kid (1984) y Ghostbusters (1984) con muchas películas caras que fracasaron en taquilla. Para compartir el gasto de producciones cada vez más caras, Coca-Cola buscó otros inversores en Hollywood. En 1982, Columbia, Time Inc., HBO y CBS anunciaron una unión de empresas llamada Nova Pictures. Esta pasó a llamarse posteriormente Tri-Star Pictures. En 1983, Price dejó Columbia Pictures por una disputa con Coca-Cola y regresó a la productora Universal. Fue reemplazado por Guy McElwaine.
El 18 de junio de 1985, Columbia adquirió Embassy Communications, Inc., de Norman Lear y Jerry Perenchio, lo que incluía Embassy Pictures, Embassy Television, Tandem Productions y Embassy Home Entertainment, sobre todo por su almacén de series de televisión de gran éxito, como All in the Family y The Jeffersons, por 485 millones de dólares. El 16 de noviembre de 1985, CBS se marchó de Tri-Star.
El 5 de mayo de 1986 Columbia Pictures Television Group compró la productora de televisión Merv Griffin Enterprises, conocida por programas exitosos como: Wheel of Fortune, Jeopardy!, Dance Fever y The Merv Griffin Show por 250 millones de dólares. El 28 de agosto adquirió Danny Arnold Productions, Inc., de Danny Arnold, lo que incluía los derechos de: Barney Miller, de Four D Productions; Fish, de The Mimus Corporation; A.E.S. Hudson Street, de Triseme Corporation; y  Joe Bash, de Tetagram Ltd.. Después de la marcha de David Arnold, el estudio de televisión fue acusado de infringir normas antimonopolio, de fraude y de incumplimiento del deber fiducidiario. Coca-Cola vendió Embassy Pictures a Dino de Laurentiis, de Laurentiis Productions, Inc., que la integró en su productora, la cual pasó a llamarse De Laurentiis Entertainment Group. Coca-Cola también vendió Embassy Home Entertainment a Nelson Entertainment. Coca-Cola, sin embargo, mantuvo el nombre de "Embassy Pictures", el logo y la marca registrada. HBO se marchó de Tri-Star y vendió su participación a Columbia. Tri-Star se expandió posteriormente al negocio de la televisión con Tri-Star Television. El mismo año, Columbia Pictures contrató al productor británico David Puttnam como director ejecutivo. Puttnam intentó hacer películas más modestas en lugar de las anteriores grandes producciones. Su crítica de la producción de cine estadounidense, unida al hecho de que la mayoría de las películas que hizo fracasaron en taquilla, hicieron que Coca-Cola y Columbia Pictures estuviesen de acuerdo en quitarlo del cargo después de solo un año. En 1987 pasó a ser presidente de Columbia Pictures Dawn Steel.
El 26 de junio de 1987, Coca-Cola vendió The Walter Reade Organization a Cineplex Odeon Corporation. En septiembre de 1987 Coca-Cola decidió ceder la mayor parte de las acciones de Columbia a Tri-Star, que entonces tenía el 39,6%, por 3,1 miles de millones de dólares. Tras la venta, Tri-Star se cambió el nombre por el de Columbia Pictures Entertainment, Inc. y Coca-Cola pasó a tener el 49% del accionariado. En 1988 se creó otra compañía subsidiaria llamada Tri-Star.
El 14 de octubre de 1987, Coca-Cola invirtió 30 millones de dólares en acciones de Castle Rock Entertainment. Coca-Cola compró el 40% de las acciones de Castle Rock y cinco ejecutivos de Columbia Pictures Entertainment Inc. el 60% restante.
En 1988 Columbia produjo El último emperador, que ganó nueve Oscars.
En 1989 Sony compró Columbia Pictures Entertainment Inc. por 3,4 miles de millones de dólares.
El 29 de septiembre de 1989 Sony compró Guber-Peters Entertainment Company, que anteriormente había sido la productora de concursos de televisión Barries Industries Inc., por 200 millones de dólares. Sony contrató a Peter Guber, que fue nombrado director ejecutivo, y a Jon Peters, que fue nombrado ejecutivo, en Columbia Pictures.
En 1989 el abogado Alan J. Levine pasó a ser presidente de la productora.

### Década de 1990
Los estudios de Culver City, California, habían sido de la MGM y en los años 80 habían sido adquiridos por Lorimar-Telepictures. En 1989 Warner Communications adquirió estos estudios. Columbia compró los estudios a Warner Communications en 1990 y se trasladó a este lugar.
En 1990 Frank Price fue contratado como ejecutivo de Columbia. La productora Price Entertainment, Inc., fundada por él en 1987, fue adquirida por Columbia en marzo de 1991. Price dejó Columbia el 4 de octubre de 1991 y fue reemplazado por el ejecutivo de Warner Bros. Mark Canton. Prince refundó su empresa como Price Entertainment Company y realizó un contrato de producción no exclusivo con Sony.
El grupo empresarial fue reorganizado y llamado Sony Pictures Entertainment el 7 de agosto de 1991 y TriStar pasó a ser una subsidiaria para televisión en octubre del mismo año. En diciembre de 1991, Sony Pictures Entertainment creó Sony Pictures Classics para cine independiente, a cargo de Michael Barker, Tom Bernard y Marcie Bloom. Estos habían estado previamente en United Artist Classic y Orion Classics. 
En 1991 Jon Peters se marchó de la productora. Guber se marchó en 1994 y en 1995 pasó a formar parte de Mandalay Entertainment.
El 7 de diciembre de 1992, Sony Pictures adquirió el almacén de concursos de televisión de la productora Barry & Enright.
El 21 de febrero de 1994, Columbia Pictures Television y TriStar Television se unieron en Columbia TriStar Television. Esta compañía se unió con Merv Griffin Enterprises en junio, consiguiendo los derechos de los programas de televisión La rueda de la fortuna y Jeopardy!. El mismo año, la compañía adquirió Stewart Television. El 21 de julio de 1995, Sony Pictures y Jim Henson Productions crearon la unión de empresas Jim Henson Pictures..
Sony tuvo grandes pérdidas tras la compra de Columbia. John Calley pasó a ser presidente de Sony Pictures Entertainment en 1996. Este nombró a Amy Pascal como presidente de Columbia Pictures y a Chris Lee como presidente de producción en TriStar. En 1997 los estudios empezaron a recuperarse gracias a éxitos de taquilla.
En 1997 Columbia Pictures fue el estudio de cine con mayor recaudación de los Estados Unidos, con un ingreso bruto de 1,256 miles de millones de dólares. En 1998, Columbia y TriStar se fusionarion para formar Columbia TriStar Motion Picture Group, conocido simplemente como Columbia TriStar Pictures, aunque Columbia y TriStar siguieron produciendo películas con marcas diferentes. Amy Pascal continuó como presidente de Columbia TriStar Pictures y Chris Lee pasó a ser el encargado de producción de la compañía.
En los años 90, Columbia anunció planes para una franquicia de James Bond que le hiciese la competencia a la ya existente. Ellos ya habían adquirido los derechos de adaptación al cine de la novela Casino Royale. Planearon hacer una tercera versión de la novela Thunderball con Kevin McClory. MGM y Danjaq, LLC, propietarios de la franquicia, demandaron a Sony en 1997. El asunto legal terminó en 1999 en un acuerdo extrajudicial. Sony les vendió los derechos de Casino Royale por 10 millones de dólares y obtuvo los derechos de adaptación al cine de Spider-Man.

### SigloXXI
Las películas de Spider-Man, personaje de Marvel creado por Stan Lee, son la saga de mayor éxito de Columbia. Spider-Man (2002) fue la película que más recaudó el día de su estreno en Estados Unidos de la historia. Spider-Man 2 (2004) y Spider-Man 3 (2007) batieron el mismo récord.
En el año 2000 Joe Roth, que había sido cofundador de Morgan Creek Productions y ejecutivo de Walt Disney y 20th Century Fox, fundó Revolution Studios. Sony Pictures Entertainment llegó a un acuerdo para distribuir sus películas y compró acciones de esta compañía. En Revolution Studios también invirtieron los ejecutivos Todd Garner, Rob Moore, Tom Sherak y Elaine Goldsmith-Thomas y las productoras Starz Entertainment y 20th Century Fox. En 2014 Revolution Studios fue vendida a Fortress Investment Group.
En 2016 pasó a ser presidente de Columbia Pictures Sanford Panitch.